# Яккачинор
Яккачино́р (тадж. Яккачинор) — село у складі Хатлонської області Таджикистану. Входить до складу Даханського джамоату Кулобського району.
Назва означає одинокий чинар. Колишня назва — Бешкаппа.
Населення — 921 особа (2010; 927 в 2009, 312 в 1976).
Національний склад станом на 1976 рік — таджики.